# Грузинско-вануатские отношения
Грузинско-вануатские отношения — двусторонние отношения между Грузией и Вануату, установленные 12 июля 2013 года после подписания соответствующего соглашения.

## История
Помимо России, отколовшиеся регионы Грузии — Абхазия и Южная Осетия — были признаны Никарагуа, Венесуэлой, Науру, Тувалу и Вануату.
В марте 2013 года министр иностранных дел Вануату отказал в установлении дипломатических отношений с Абхазией. В мае президент Грузии Михаил Саакашвили встретился в Чиангмае с премьер-министром Вануату Моаной Калосилом и поблагодарил его за решение правительства отказаться от признания «сепаратистской Абхазии».
В июне 2011 года постоянный представитель Вануату при Организации Объединённых Наций Дональд Калпокас решительно опроверг утверждения Абхазии о том, что она была признана Вануату. "Республика Вануату признает территориальную целостность Грузии в пределах своих международно признанных границ, в том числе ее регионов — Автономной Республики Абхазия и Цхинвальского региона/Южной Осетии,” — говорится в сообщении министерства иностранных дел Грузии.